# دوروثيا فاغنر
دوروثيا فاغنر (بالإنجليزية: Dorothea Wagner)‏ (مواليد 1957) وهي عالمة ألمانية في عالم الحاسوب، تشتهر بأبحاثها في الرسم البياني وتخطيط المسار وتحليل الشبكات الاجتماعية. ترأست معهد المعلوماتية النظرية في معهد كارلسروه للتكنولوجيا.

## حياتها
درست فاجنر في الجامعة التقنية الراينية الفستفالية، وتخرجت في عام 1983، ثم استمرت في الجامعة التقنية الراينية الفستفالية لدراساتها العليا، وحصلت على درجة الدكتوراه في عام 1986 تحت إشراف رولف موهرينج ووالت أوبرشلبه. ثم حصلت على شهادة التأهل للأستاذية في جامعة برلين للتكنولوجيا في عام 1992. وبقيت في معهد برلين للتكنولوجيا كأستاذة مساعدة، كما تولت منصبًا مؤقتًا في جامعة هاله فيتنبرغ في عام 1993، قبل أن تصبح أستاذة في جامعة كونستانز. وفي عام 1994. في عام 2003 انتقلت إلى كارلسروه.
منذ عام 2007 وهي نائبة رئيس مؤسسة البحوث الألمانية. (DFG). وهي واحدة من خمسة رؤساء تحرير في مجلة الخوارزميات المنفصلة، التي نشرتها إلزيفير، ورئيسة تحرير سلسلة كتب «OpenAccess Series المعلوماتية» التي نشرها شلوس داجستول وقد شغلت منصب رئيسة لجنة البرامج لحلقة العمل العاشرة حول هندسة وتجارب الخوارزميات (ALENEX'2008)، والندوة الدولية الرابعة عشرة حول الرسم البياني (GD'2006)، وورشة العمل الثانية حول الطرق والنماذج الخوارزمية لتحسين استخدام السكك الحديدية (ATMOS) لعام 2002، وورشة العمل الدولية السادسة والعشرون حول مفاهيم النظرية الرسومية في علوم الكمبيوتر (WG'2000)، وورشة العمل الرابعة حول هندسة الخوارزميات (WAE'2000)، وشاركت في مجالس التحرير ولجان البرامج للعديد من مجلات علوم الكمبيوتر والمؤتمرات.

## الجوائز والتكريم
في عام 2008 تم انتخابها كزميلة في «مجتمع علوم الكمبيوتر». وفي عام 2012 حصلت على جائزة البحث العلمي من جوجل جنبًا إلى جنب مع هانا باست وبيتر ساندرز في مشروع «تخطيط مسار الجيل التالي». وهي عضوة في «أكاديميا يوروبا».